# Giuseppe Cacciò
Giuseppe Talete Vincenzo Cacciò (Portoferraio, 15 aprile 1898 – Roma, 17 maggio 1986) è stato un imprenditore italiano.

## Biografia
Nato da Ranieri Amedeo Cacciò ed Eufemia Mellini, coppia all'epoca non sposata, fu il maggiore degli altri fratelli Vincenzo, Jacopo e Concetta. Nel 1916 era studente a Genova e, per aver diretto il giornale studentesco La campana della zecca a favore dell'entrata dell'Italia nella prima guerra mondiale, fu arrestato; tuttavia, essendo minorenne, venne subito rilasciato.
Nel 1916 pubblicò a Portoferraio un opuscolo per commemorare la morte di Cesare Battisti (Pel martirio di Cesare Battisti), tra i cui firmatari vi era il musicista Giuseppe Pietri. Si arruolò volontario nella prima guerra mondiale ed ebbe, come sottotenente dell'88º Reggimento fanteria "Friuli", due medaglie d'argento al valore militare per due episodi di eroismo (24 ottobre 1917 e 7 agosto 1918) sul Monte Nero.

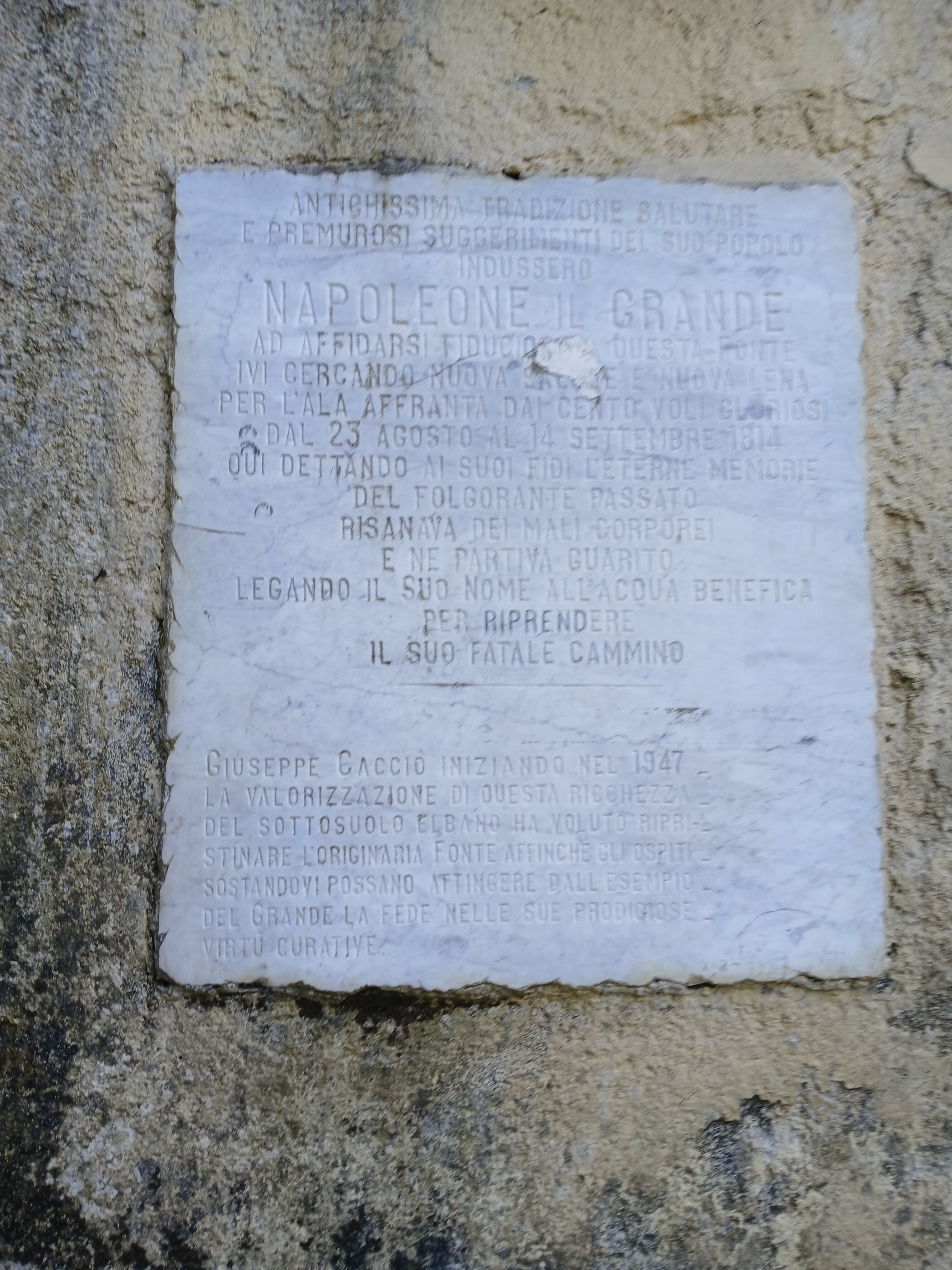
Targa commemorativa della Fonte di Napoleone

Nel 1922 fondò il settimanale Elba Nuova dell'Associazione Nazionale Combattenti e Reduci, attraverso il quale si fece promotore per realizzare vari monumenti ai caduti nei paesi dell'isola. Nello stesso anno nacque il figlio Roberto, ma dopo soli venti giorni morì la moglie Ada Briccoli, figlia del musicista genovese Benedetto Briccoli. Iscrittosi al Partito nazionale fascista nel 1921, se ne distaccò l'anno successivo e nel 1924 si ritirò in una sua tenuta nella località Il Cristo presso Marina di Grosseto; per motivi di scontro con il regime fascista, in quanto accusato di essere un rappresentante dell'Associazione Nazionale Combattenti e Reduci, fu costretto a lasciare anche la Maremma e nel 1927 si trasferì a Roma, dove acquistò una fornace per laterizi. Nel Quartiere Trionfale di Roma fondò la società Fornaci riunite dell'Urbe, assieme al fratello Vincenzo e all'onorevole Marcello Grabau, con una produzione media annuale di 80.000.000 di mattoni.
Con autorizzazione regia del 26 aprile 1927, Giuseppe ottenne di utilizzare il cognome del padre (Cacciò) al posto di quello della madre (Mellini), usato fino a quel giorno.
Il 18 giugno 1938 i suoi genitori si sposarono tardivamente, alle rispettive età di 74 e 65 anni, nella Propositura della Natività di Maria a Portoferraio.
Lasciata al fratello Vincenzo la direzione delle Fornaci riunite dell'Urbe, si sposò con Celestina Bredy, ma la coppia non ebbe figli.
Giuseppe Cacciò fece ritorno all'Elba e nel 1946 fondò a Bagnaia, nel golfo di Portoferraio, il cantiere navale Elba con la relativa S.A.C.N.E. (Società anonima cantiere navale Elba) e si stabilì a Poggio. Sempre nello stesso anno fu tra i fondatori dell'A.P.E. (Associazione Progresso Elbano), diretta da Emilio Francardi, che aveva lo scopo di rinascita industriale e turistica dell'isola d'Elba. Nel dicembre dello stesso anno acquistò dalla famiglia Traditi - tramite capitale personale e fondi governativi forniti dal Banco di Napoli per mezzo della Cassa del Mezzogiorno - la Villa Del Buono per trasformarla, creando un'apposita società di cui era amministratore unico, in un albergo di lusso (il Palazzo della Fonte di Napoleone) e realizzare nel vasto giardino uno stabilimento per imbottigliare l'acqua della Fonte di Napoleone su progetto di Gino Cancellotti (1947), che venne ricavato negli ambienti delle vecchie scuderie; del progetto di Gino Cancellotti facevano parte anche tre «bocchette di mescita» a protome leonina in bronzo per la degustazione terapeutica dell'acqua. L'albergo divenne ben presto un punto di riferimento del turismo internazionale, improntato su un manifesto revival napoleonico ed accogliendo ospiti come Edoardo VIII, Wallis Simpson, Giorgio De Chirico, Winston Churchill, Felice Carena, Piero Jahier, Indro Montanelli, Dimitri Mitropoulos, Margot Fonteyn, Errol Flynn, Clara Calamai e Ingrid Bergman.
Giuseppe Cacciò fece realizzare nel parco dell'albergo delle dépendance intitolate a personaggi dell'entourage napoleonico: Casetta Paolina, Casetta Walewska, Casetta Letizia e Casetta Napoleone, mentre all'interno del paese di Poggio acquistò piccoli appartamenti in un'innovativa concezione di «paese albergo» facenti capo all'albergo principale, tra cui la Casetta Drouot, la Casetta Bertrand, la Casetta San Niccolò e la Casetta del Campanile. Nello stesso 1949 Giuseppe Cacciò - dopo un primo tentativo alla spiaggia della Feniccia di Marciana Marina - ebbe la concessione demaniale della spiaggia dell'Isolotto (da lui stesso ribattezzata Spiaggia della Paolina) per l'uso esclusivo dell'albergo.
Nel 1950 Giuseppe Cacciò inaugurò a Poggio il primo nucleo dello stabilimento della Fonte di Napoleone, progettato dall'architetto Giuseppe Gullino.
A Portoferraio nel 1950 costituì la società Grande Albergo sul Golfo e, sui resti del bombardato Palazzo dei Merli, Giuseppe Cacciò fece realizzare l'hôtel Darsena, su progetto dell'architetto Roberto Lloyd, anch'esso meta di clientela internazionale.
A Giuseppe Cacciò si deve l'innovativa idea (1947) di trasformare il borgo di Poggio in un «paese albergo», assieme alla denominazione (1949) di Poggio Terme.